# Tatiana Korcová
Tatiana Korcová (7. března 1937, Trenčianska Teplá – 12. listopadu 1997, Bratislava) byla slovenská fyzička.
V roce 1959 vystudovala fyziku a chemii na Fakultě přírodních věd Vysoké školy pedagogické v Bratislavě. Pedagogickou kariéru začala na SPTŠ v Trenčíně. V roce 1963 začala pracovat na Katedře fyziky Pedagogické fakulty v Nitře.
Prováděla výzkum v oblastech kosmického záření a vysokoenergetických částic se zaměřením na sluneční vítr a rádiové vlny. Spolupracovala s Geofyzikálním ústavem Slovenské akademie věd v Bratislavě a Geofyzikální observatoří v Hurbanovo. V roce 1976 jí byl na Matematicko-fyzikální fakultě Univerzity Karlovy udělen titul RNDr. a v roce 1985 na Astronomickém ústavě Československé akademie věd titul CSc.